# Zacharie Boucher
Zacharie Boucher (Saint-Pierre, Francia, 7 de marzo de 1992) es un futbolista francés. Juega de portero en el E. S. Troyes A. C. de la Ligue 2.

## Selección nacional
Ha sido internacional con la selección de fútbol sub-20 de Francia.

## Clubes
| Club                        | País    | Año       |
| --------------------------- | ------- | --------- |
| Le Havre A. C.              | Francia | 2011-2014 |
| Toulouse F. C.              | Francia | 2014-2015 |
| A. J. Auxerre               | Francia | 2015-2020 |
| Angers S. C. O. (cedido)    | Francia | 2018-2019 |
| Aris Salónica F. C.         | Grecia  | 2020-2021 |
| S. C. Bastia                | Francia | 2022-     |
| E. S. Troyes A. C. (cedido) | Francia | 2024-     |